# 永磁体
永久磁体是指能够长期保持其磁性的磁体，也就是日常生活所使用的一般磁鐵。如天然的磁石（磁铁矿）和人造磁鐵（如鐵中加入鋁、鎳、鈷等合金元素的鋁鎳鈷合金）等。磁鐵中除永久磁鐵外，也有需通電才有磁性的電磁鐵。永久磁体也叫硬磁体，不易失磁，也不易被磁化。但若永久磁体加熱超過居里溫度，或位於反向高磁場強度的環境下中，其磁性也會減少甚至消失。
所有的永磁体均具有鐵磁性或亞鐵磁性，鐵磁性的物質（例如鐵）具有自發性的磁化現象，而亞鐵磁性的物質，因其中的亞晶格是由不同的材料或不同價態的鐵組成，不同亞晶格的原子磁矩相反但不相等，無法完全抵消，因此也有磁性，如磁鐵礦（鐵（II，III）氧化物；Fe3O4）即為一例。

## 種類

### 磁性金屬元素
許多材料都有不成對的電子自旋，這些材料大部份都是順磁性。若原子的電子自旋會自發性的彼此對正，這種材料稱為鐵磁性，有時會簡稱為「磁性」。有些元素在礦石中會因為其晶體原子結構，使其電子自旋自發性的對正。包括铁矿（磁鐵礦或天然磁石）、鈷或鎳都有這類特性。稀土元素中的钆和鏑在極低溫下也有類似特性。以往人們就利用自然存在的鐵磁性材料進行磁性的實驗。即使現在出現了許多人造的磁性材料，各磁性材料中仍然都含有上述的磁性金屬元素。

### 混合物
陶瓷磁鐵，也稱為鐵氧體磁鐵，是由氧化鐵及氧化鋇或氧化鍶的粉末烧结而成的陶瓷混合物。由於其低廉的材料成本及其生產方式，可以大量製造許多各種外形的便宜磁鐵。所得的磁鐵不會被腐蝕但是有脆性，其機械性質也類似陶瓷。
鋁鎳鈷磁鐵（Alnico）主要成份有鋁、鎳、鈷三種元素，其中也有少量為加強磁鐵特性而加入的其他元素。鋁鎳鈷磁鐵一般是用鑄造或燒結方式製成，燒結而成的鋁鎳鈷磁鐵有較佳的機械特性，而鑄造而成的磁鐵可產生較強的磁鐵。鋁鎳鈷磁鐵抗蝕性良好，而且物理特性較鐵氧體好，不過仍和金屬有一段差距。鋁鎳鈷磁鐵的產品名稱包括Alni、Alcomax、Hycomax、Columax及Ticonal。
射出成型磁鐵是各種树脂及磁性粉末的混合物，由於使用射出成型的加工方式，可以有許多複雜的外型。其物理及磁學性質依原材料而不同，但磁場強度會比較低，而物理性質比較類似塑膠。
軟性磁鐵類似射出成型磁鐵，使用材筫較軟的可撓树脂或是乙烯基的粘合劑，磁鐵一般會作成扁平帶狀或平板狀，這類磁鐵的磁場強度會比較低，但可以作到相當軟的程度。軟性磁鐵可以用在工業的列印機中。

### 稀土磁鐵

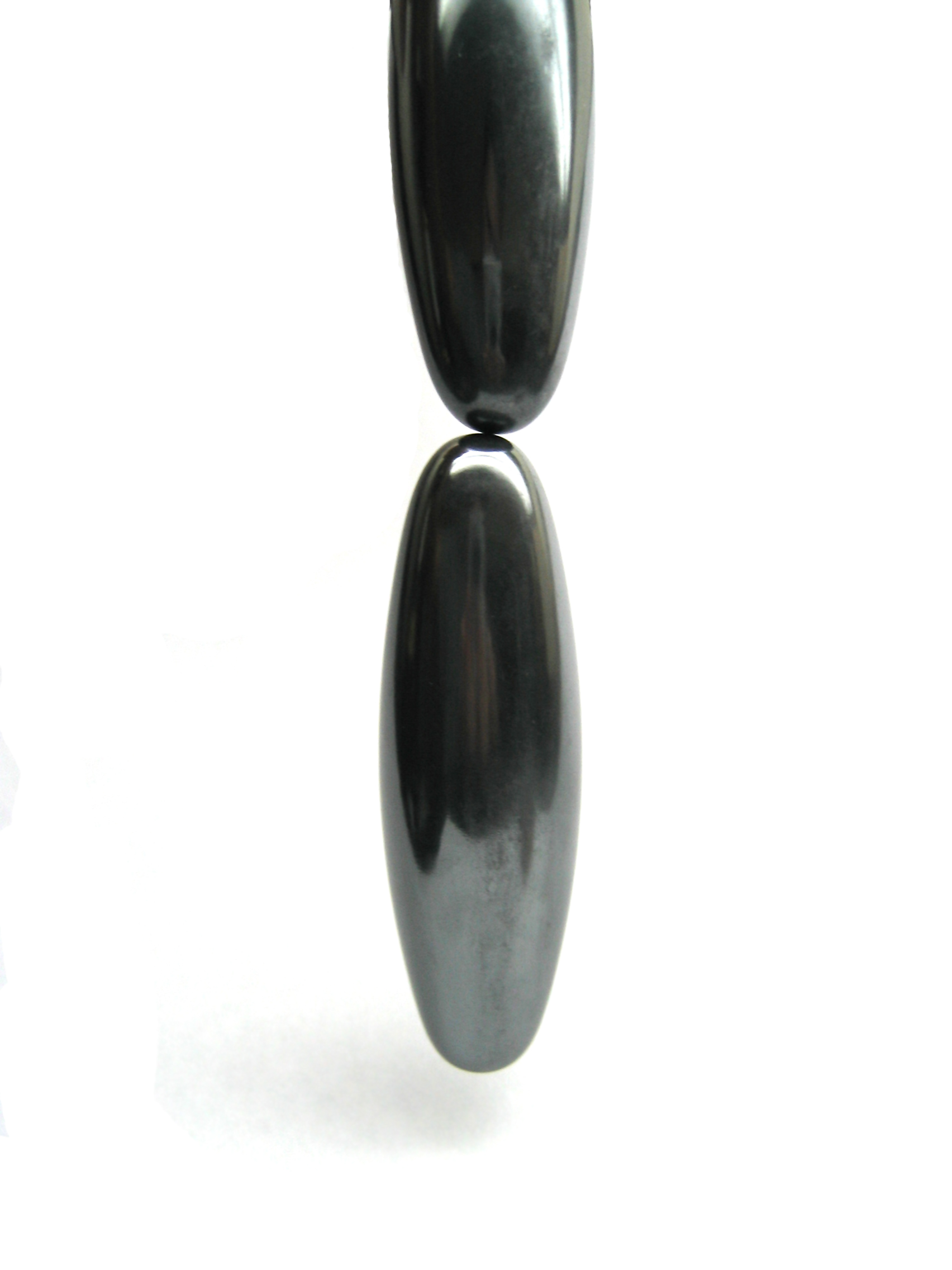
一個卵形的稀土磁鐵疊在另一個磁鐵上

稀土元素中大部份為鑭系元素，有部份填滿的f電子層，最多可以容納14個電子。這些電子的自旋一旦對正，就可以產生強的磁場。稀土磁鐵常用在一些需要高磁場強度，比較不考慮成本的應用。最常見的稀土磁鐵有釹磁鐵（釹鐵硼磁鐵）及釤鈷磁鐵。

### 單分子磁鐵（SMM）及單鏈磁鐵（SCM）
在1980年代時．發現一些含有順磁性鐵離子的分子在低溫下可以儲存磁矩，不同於傳統磁鐵利用磁畴來儲存磁矩，利用分子儲存磁矩理論上可以有更大的資料儲存密度。這樣的分子稱為單分子磁鐵（SMM）。有關單層單分子磁鐵的研究正在進行中。簡單來說，單分子磁鐵有二個主要的狀態：
1. 一個大的基態自旋值（S），是由順磁性金屬中心之間的鐵磁性或亞鐵磁性耦合所提供。
2. 由於零场分裂產生的各向異性的負值（D）。

大部份的單分子磁鐵含有錳，不過有些也含有釩、鐵、鎳或鈷的原子簇。近期也發現一些鏈狀分子可以在較高溫下在較長時間下可以維持其磁狀態，這類系統稱為單鏈磁鐵（SCM）。

### KS鋼和MK鋼
KS鋼是1917年由日本物理學家本多光太郎發明，含鈷、鎢、鉻的磁鋼。MK鋼則是1931年由日本治金學家三島德七發明，含鋁、鎳的磁鋼。

### 鉑磁鐵
鉑磁鐵是以鉑為主要原料的永久磁鐵。
鉑磁鐵是以約70%的鉑，再加入鐵、鈮、鈷等金屬後鑄造而成，因為其金屬特性，容易製造，不論是形狀或是加工方式都較有彈性。是除了稀土磁鐵之外，其磁性最好的磁鐵，不過因為其中含有鉑，價格相當高。
在稀土磁鐵問世之前，鉑磁鐵用在一些高級的鐘錶及立體聲中，因為其化學特性穩定，不容易產生化學反應，對人體也沒有影響，因此許多醫療器械及健康器材也使用鉑磁鐵。

### 奈米結構的磁鐵
有些奈米材料中有含有能量波，稱為磁振子，會以玻色-愛因斯坦凝聚的方式凝聚到基態。

### 成本
磁鐵中最便宜是軟性磁鐵及陶瓷磁鐵，但這些磁鐵的磁性往往也最弱。鐵氧體磁鐵由於其原料（氧化鐵及碳酸鋇或碳酸鍶）成本的低廉，也是低價磁鐵的主要來源。不過有一種新的磁性錳鋁合金成本也很低，其磁飽和的磁通較鐵氧體要高，溫度係數也比較良好。
在磁鐵中，釹磁鐵的單位成本價格高於其他磁性材料，不過因為其磁性性質，在一些應用時使用釹磁鐵，可以選用體積較小的釹磁鐵，成本也可能因此而下降。

## 溫度
不同的磁鐵對溫度的敏感程度不同，不過當磁鐵加熱到居里溫度時，磁鐵的磁性會消失，即使再降溫到常溫也不會恢復磁性。需重新磁化才能恢復其磁性。
有些磁鐵具有脆性，在高溫下可能會破裂。
鋁鎳鈷磁鐵的最高使用溫度超過540 °C（1,000 °F），釤鈷磁鐵及鐵氧體約為300 °C（570 °F），釹磁鐵及軟性磁鐵約為140 °C（280 °F），不過實際數值仍會依材料的晶粒而不同。